# Азаташен
Азаташен (вірм. Ազատաշեն) — село в марзі Арарат, у центрі Вірменії. Село розташоване на правому березі річки Раздан, за 2 км на північний схід від села Хачпар, за 2 км на південний схід від села Арбат та за 2 км на південний захід від села Геханіст. Село розташоване за декілька кілометрів на захід від околиць Єревану.